# Orljava
Orljava je reka u Hrvatskoj, leva pritoka reke Save.
Izvire ispod Psunja na nadmorskoj visini višoj od 800 metara i teče od zapada prema istoku. U nju se ulivaju sve vode planinskih potoka što okružuju Požešku kotlinu.
U Požegi u Orljavu se uliva njena najveća pritoka sa Papuka – Veličanka i najveći potok s Požeške gore – Vučjak. 
Pokraj Pleternice prima pritoku Londžu i menja smer oticanja prema jugu između Požeške i Dilj gore. Reke Orljava i Londža pogodne su za ribolov, a slap na Orljavi kod Pleternice poznato je ribolovno i izletničko mesto.
Od izvora do ušća duga je 89 kilometara. 